# Euphoria (série de televisão)
Euphoria é uma série de televisão americana de drama adolescente criada por Sam Levinson, baseada na minissérie israelense de mesmo nome, de 2012, dos roteiristas Ron Leshem, Daphna Levin e Tmira Yardeni. A série é protagonizada por Zendaya, Maude Apatow, Angus Cloud, Eric Dane, Alexa Demie, Jacob Elordi, Barbie Ferreira, Nika King, Storm Reid, Hunter Schafer, Algee Smith, Sydney Sweeney, Colman Domingo, Javon "Wanna" Walton, Austin Abrams e Dominic Fike. Euphoria aborda as experiências pessoais de um grupo de adolescentes do ensino médio em relação a drogas, amizades, traumas, sexo, bullying, aceitação, inseguranças e sexualidade.
A série estreou no canal HBO em 16 de junho de 2019. Em Portugal e no Brasil, a série é exibida pelo HBO de cada país. Em julho de 2019, a série foi renovada para a segunda temporada, com previsão de estreia para janeiro de 2022. Euphoria recebeu respostas positivas dos críticos, que elogiaram sua cinematografia, história, trilha sonora, performances, especificamente as de Zendaya e Hunter Schafer, e a abordagem de temas maduros da adolescência, embora tenha se tornado objeto de polêmica devido ao uso de nudez e conteúdo de sexo explícito, que alguns críticos consideraram excessivo. Em fevereiro de 2022, a série foi renovada para uma terceira temporada.
A série recebeu indicações para o British Academy Television Award de Melhor Programa Internacional e para o TCA Award de Melhor Série Notável. Por sua atuação, Zendaya ganhou o Primetime Emmy Award e o Satellite Award de Melhor Atriz em Série Dramática.

## Premissas

### 1ª temporada (2019)
Euphoria acompanha a história de Rue Bennett, uma garota de 17 anos que depois de uma overdose está tentando ficar sóbria. Rue se tornou usuária de Oxicodona desde a época em que seu pai lutava contra um câncer, e a morte dele a deixou extremamente abalada. Rue acaba se tornando amiga de Jules, uma garota trans recém-chegada na cidade que em segredo tem relações sexuais com homens mais velhos. A medida que a relação das garotas evolui para um caso de romance, Jules pede para que Rue tente evitar as drogas para o bem do relacionamento, o que Rue tenta a medida do possível. Na série também há outras histórias em paralelo com a da personagem principal, incluíndo a de Nate Jacobs, o garoto popular da escola que é na verdade um adolescente violento, com problemas com seu pai e com a própria sexualidade; Maddy Perez, líder de torcida que namora Nate, mas na verdade além de amá-lo ela o teme também; Cassie Howard, uma adolescente que parece tranquila e que já teve até uma sex tape vazada, mas que é cheia de questionamentos e insegurança; e Kat Hernandez, uma adolescente a cima do peso que começa a explorar sua sexualidade, independentemente de suas próprias dúvidas e medos.

### Especiais (2020-21)
Após Rue sugerir a Jules que elas deixem a cidade e fujam juntas, Rue não consegue levar adiante sua própria ideia impulsiva deixando sua namorada partir sozinha da estação de trem. Rue volta a se drogar e depois se econtra com Ali, seu padrinho de reabilitação. Os dois tem uma longa conversa sobre a luta contra as drogas, como é enfrentar esse problema e quais são as consequências que o vício traz. Por outro lado, Jules faz uma sessão de terapia e diz não se reconhecer mais após um discurso sobre feminilidade e seu processo de transição. Ela começa a se lembrar da relação com a mãe, mostrando o quanto a falta de uma presença feminina em sua vida impactou em seus desejos e na forma que se permitiu ser tratada pelos homens que passaram em sua vida.

### 2ª temporada (2022)
Durante o novo ano letivo da East Highland High School, alguns estudantes se tornam o centro das atenções, como é o caso de Cassie. Cassie desenvolve um relacionamento secreto com o ex-namorado de sua amiga Maddy, o Nate, mas em dado momento não consegue esconder o caso e isso destrói a relação dela com a amiga. Apesar disso, Cassie de certa forma aproveita seu novo relacionamento para ascender sua popularidade, mesmo tendo que aturar os abusos violentos de Nate. Já Rue, após sua recaída, enfrenta ainda mais tumultos na vida e tenta reatar seu relacionamento com Jules, dizendo que não está mais usando drogas. Rue também conhece Elliot, que se torna seu companheiro nas horas de usar drogas e a medida que o tempo passa, ele logo se torna um grande amigo dela e de Jules, além de desenvolver sentimentos por esta última.

## Elenco e personagens
| Ator/Atriz           | Personagem          | Temporadas       | Temporadas       |
| Ator/Atriz           | Personagem          | 1                | 2                |
| Elenco principal     | Elenco principal    | Elenco principal | Elenco principal |
| -------------------- | ------------------- | ---------------- | ---------------- |
| Zendaya              | Rue Bennett         | Principal        | Principal        |
| Hunter Schafer       | Jules Vaughn        | Principal        | Principal        |
| Sydney Sweeney       | Cassie Howard       | Principal        | Principal        |
| Alexa Demie          | Maddy Perez         | Principal        | Principal        |
| Jacob Elordi         | Nate Jacobs         | Principal        | Principal        |
| Maude Apatow         | Lexi Howard         | Principal        | Principal        |
| Angus Cloud          | Fezco               | Principal        | Principal        |
| Eric Dane            | Cal Jacobs          | Principal        | Principal        |
| Barbie Ferreira      | Kat Hernandez       | Principal        | Principal        |
| Nika King            | Leslie Bennett      | Principal        | Principal        |
| Storm Reid           | Gia Bennett         | Principal        | Principal        |
| Algee Smith          | Chris McKay         | Principal        | Participação     |
| Javon "Wanna" Walton | Ashtray             | Recorrente       | Principal        |
| Austin Abrams        | Ethan Daley         | Recorrente       | Principal        |
| Dominic Fike         | Elliot              | Does not appear  | Principal        |
| Elenco recorrente    |                     |                  |                  |
| Alanna Ubach         | Suze Howard         | Recorrente       | Recorrente       |
| Colman Domingo       | Ali Muhammad        | Recorrente       | Recorrente       |
| Lukas Gage           | Tyler Clarkson      | Recorrente       | Does not appear  |
| John Ales            | David Vaughn        | Recorrente       | Participação     |
| Keean Johnson        | Daniel Dimarco      | Recorrente       | Does not appear  |
| Paula Marshall       | Marsha Jacobs       | Recorrente       | Recorrente       |
| Zak Steiner          | Aaron Jacobs        | Recorrente       | Recorrente       |
| Mercedes Colon       | Kat's mom           | Recorrente       | Does not appear  |
| Tyler Chase          | Custer              | Recorrente       | Recorrente       |
| Tyler Timmons        | Troy McKay          | Recorrente       | Does not appear  |
| Tristan Timmons      | Roy McKay           | Recorrente       | Does not appear  |
| Sophia Rose Wilson   | Barbara "BB" Brooks | Recorrente       | Recorrente       |
| Bruce Wexler         | Robert Bennett      | Recorrente       | Participação     |
| Meeko                | Mouse               | Recorrente       | Participação     |
| Marsha Gambles       | Miss Marsha         | Recorrente       | Participação     |
| Nick Blood           | Gus Howard          | Participação     | Recorrente       |
| Martha Kelly         | Laurie              | Does not appear  | Recorrente       |
| Chloe Cherry         | Faye                | Does not appear  | Recorrente       |
| Melvin "Bonez" Estes | Bruce               | Does not appear  | Recorrente       |
| Yukon Clement        | Theo                | Does not appear  | Recorrente       |
| Fernando Belo        | Sebastian           | Does not appear  | Recorrente       |
| Veronica Taylor      | Bobbi               | Does not appear  | Recorrente       |
| Ansel Pierce         | Caleb               | Does not appear  | Recorrente       |

## Episódios
| Temporada | Temporada | Episódios | Episódios | Originalmente exibido | Originalmente exibido   |
| Temporada | Temporada | Episódios | Episódios | Estreia da temporada  | Final da temporada      |
| --------- | --------- | --------- | --------- | --------------------- | ----------------------- |
|           | 1         | 8         | 8         | 16 de junho de 2019   | 4 de agosto de 2019     |
|           | Especial  | 2         | 2         | 6 de dezembro de 2020 | 24 de janeiro de 2021   |
|           | 2         | 8         | 8         | 9 de janeiro de 2022  | 27 de fevereiro de 2022 |

## Produção

### Conceito

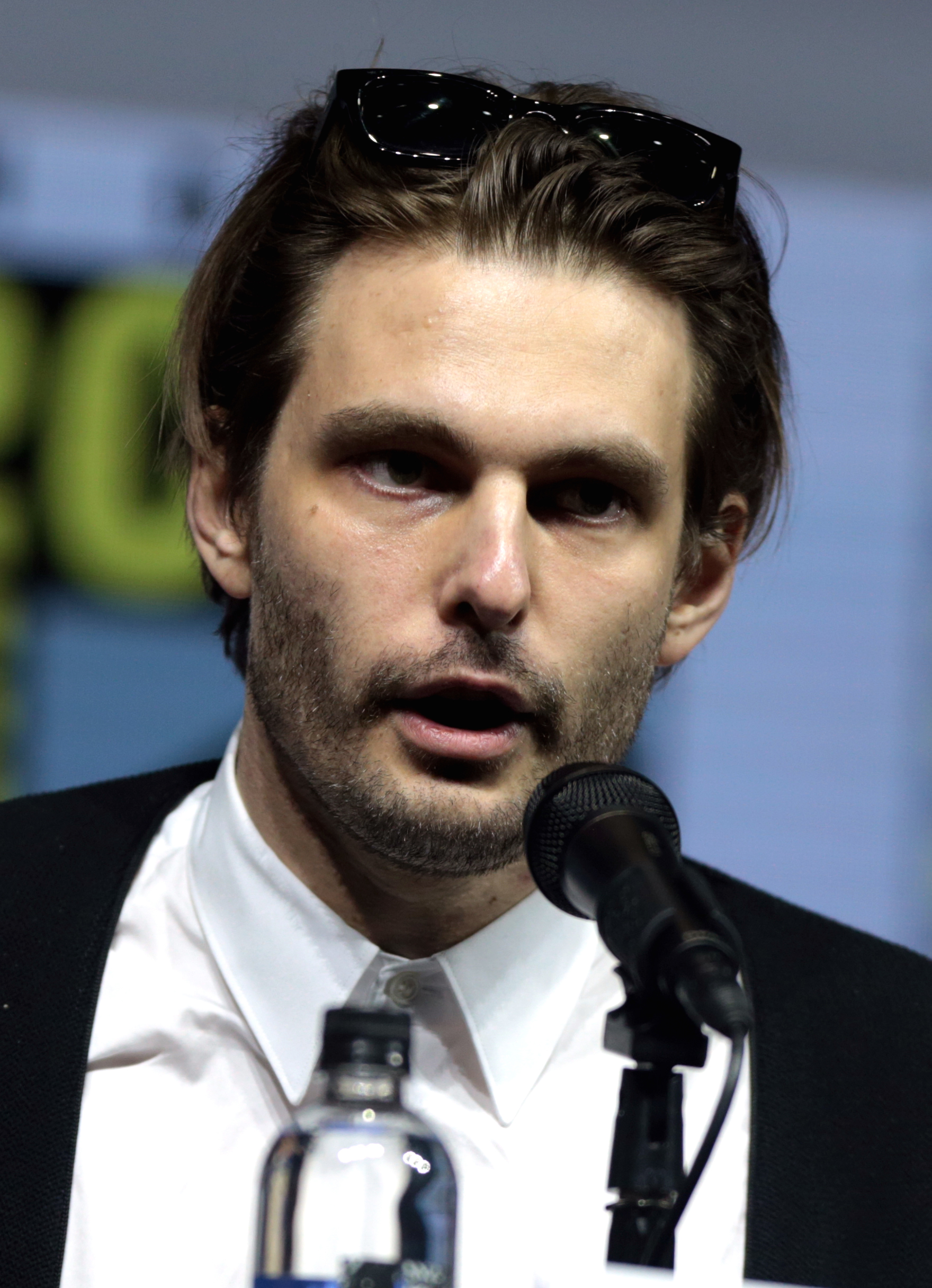
Criador, roteirista, diretor e showrunner, Sam Levinson em 2018.

Em 2006, Sam Levinson começou a esboçar diferentes versões para uma possível série, com base em sua experiência com drogas na adolescência. Lavinson sofria de ansiedade, depressão e dependência de drogas.  Ele foi convidado para uma reunião com a chefe de drama da HBO, Francesca Orsi, sobre uma adaptação da série de televisão israelense de 2012, Euphoria, criada por Ron Leshem, Daphna Levin e Tamira Yardeni. Orsi havia gostado da realidade "nua e crua" do drama israelense e pediu a Levinson desenvolver a série com base em seus esboços. Levinson também citou que a ansiedade adolescente é usada como uma influência para desenvolver a série: "Há essa ansiedade consistente que eu acho que existe nesta geração, eu acho que formou todo o processo de filmagem."
Em 1 de junho de 2017, foi anunciado que a HBO estava desenvolvendo a série. Em 13 de março de 2018, o presidente de programação da HBO, Casey Bloys, anunciou na conferência da INTV em Jerusalém que a rede havia dado à produção uma ordem de desenvolver o piloto. Foi ainda anunciado que a A24 Television serviria como uma produtora para o piloto.

### Equipe de produção e desenvolvimento
Em 27 de março de 2018, foi anunciado que Augustine Frizzell iria dirigir o episódio piloto e servir como produtora co-executiva. Em 30 de julho de 2018, foi anunciado que a HBO havia dado à produção uma ordem de série. Foi ainda anunciado que todos os episódios da série serão escritos por Levinson. Os produtores executivos deverão incluir Levinson, Leshem, Levin, Yardeni, Hadas Mozes Lichtenstein, Mirit Toovi, Yoram Mokadi, Gary Lennon, Zendaya, o rapper canadense Drake, Future the Prince, Ravi Nandan e Kevin Turen. Uma das produtoras envolvidas na produção é A24 Television. Os pôsteres promocionais para a série foram desenhados por Percival & Associates.
Em 11 de julho de 2019, a série foi renovada para uma segunda temporada. A produção da segunda temporada estava programada para começar no segundo trimestre de 2020, com a primeira tabela lida em 11 de março, mas a pandemia de COVID-19 atrasou a produção. A produção foi retomada em março de 2021, com filmagens de abril a novembro.
A HBO também encomendou dois episódios especiais após a primeira temporada vencedora do Emmy, o primeiro sendo "Trouble Don't Last Always", que estreou em 6 de dezembro de 2020. Este especial começa logo após o final da primeira temporada e lida com o rescaldo da personagem Rue deixando Jules na estação de trem e sua recaída. O segundo episódio especial, "Fuck Any Who's Not a Sea Blob", estreou em 24 de janeiro de 2021 e segue o lado da história de Jules. O segundo episódio foi co-escrito e produzido por Levinson e Hunter Schafer. A HBO anunciou que os episódios especiais iriam ao ar dois dias antes na plataforma HBO Max.
Em 4 de fevereiro de 2022, a HBO renovou a série para uma terceira temporada.

### Escolha do elenco

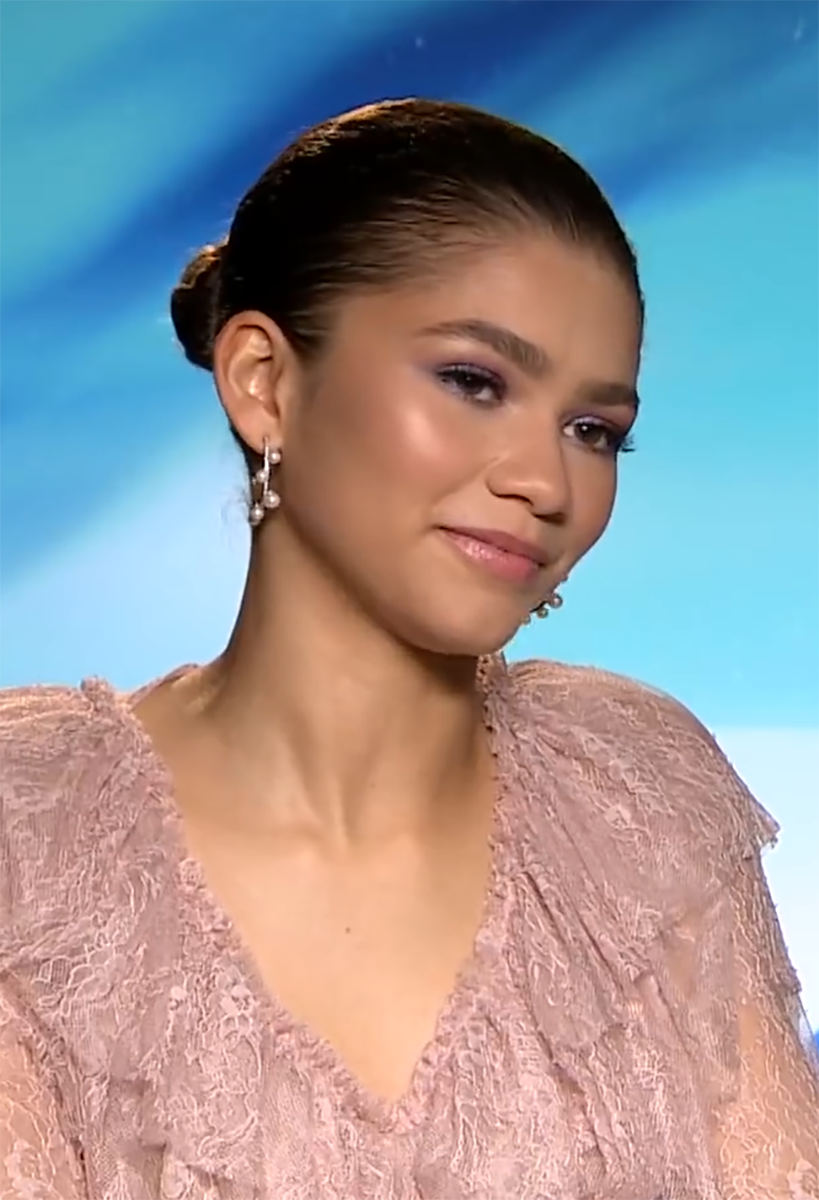
A intérprete da protagonista Rue, Zendaya em 2018.

Em 5 de junho de 2018, foi anunciado que o piloto estrelaria Zendaya, Storm Reid, Maude Apatow, Brian "Astro" Bradley, Eric Dane, Angus Cloud, Alexa Demie, Jacob Elordi, Barbie Ferreira, Nika King, Hunter Schafer e Sydney Sweeney. Em 31 de outubro de 2018, foi relatado que Algee Smith havia sido escalado para substituir Brian "Astro" Bradley no papel regular de McKay, que Bradley interpretou no episódio piloto.  Foi ainda relatado que Austin Abrams também foi escalado para a série. Em abril de 2020, Kelvin Harrison Jr. se juntou ao elenco, mas em maio de 2021, ele desistiu devido a conflitos de agendamento. Em agosto, Dominic Fike, Minka Kelly e Demetrius 'Lil Meech' Flenory Jr. foram adicionados ao elenco.

### Filmagens e estilo
A fotografia primária ocorre no Sony Studios em Culver City, Califórnia. A Ulysses S. Grant High School, em Los Angeles, é usada para a fictícia East Highland High School. De acordo com a California Film Commission, a primeira temporada de Euphoria custou US$ 41.627.000 para ser produzida e recebeu US$ 8.378.000 em créditos fiscais de incentivo. A primeira temporada foi filmada em um total combinado de 104 dias; os custos de produção da segunda temporada totalizaram US$ 96.685.000 após um total de 176 dias de filmagem. Posteriormente, a segunda temporada recebeu um crédito fiscal de US$ 19.406.000 por empregar mais de 15.000 pessoas na Califórnia. Para a primeira temporada, o show foi filmado digitalmente. Já segunda temporada, o show foi filmado em filme Kodak Ektachrome, que o diretor de fotografia Marcell Rév atribuiu ao desejo de invocar "algum tipo de memória do ensino médio".

### Títulos dos episódios
Muitos dos títulos dos episódios da primeira temporada são referências a títulos de músicas do final dos anos 1990 e início dos anos 2000 que se correlacionam com o próprio episódio. Por exemplo, "'03 Bonnie and Clyde" é uma referência à música de 2002 de Jay-Z e Beyoncé com o mesmo nome.

### Música

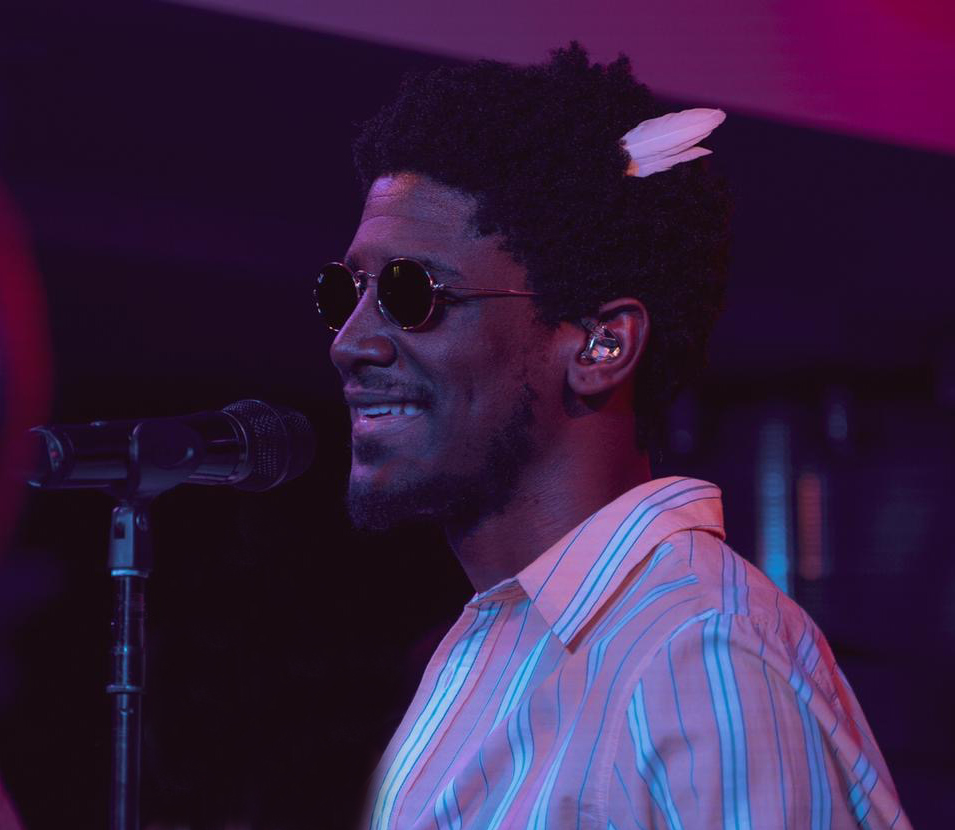
O produtor das trilhas sonoras da série, o cantor Labrinth em 2019.

A trilha sonora de músicas originais de Euphoria foi composta pelo cantor, compositor e produtor musical inglês Labrinth. Em uma entrevista à Rolling Stone, ele afirmou: "Quando você olha para trás, para sua adolescência, parece semimágico, mas semianlano e semipsicótico. Eu queria ter certeza de que a música parecia essas coisas." A canção "All for Us", tocada por Labrinth e Zendaya, é transmitida ao longo da primeira temporada, mas tem um grande número musical encenado no final da temporada.
O show também faz uso incomumente extenso de música popular, incluindo gêneros como hip-hop, trap, R&B, experimental, indie rock, standards e doo-wop, com alguns episódios apresentando mais de 20 canções. Por seu trabalho na primeira temporada de Euphoria, os supervisores musicais Jen Malone (que também supervisiona Atlanta) e Adam Leber ganharam o prêmio 2020 Guild Of Music Supervisors de Melhor Supervisão Musical em Drama de Televisão.
Atualmente, Euphoria já tem dois álbuns de partituras produzidas por Labrith: Euphoria (Original Score from the HBO Series), que foi lançado pela Milan Records em 4 de outubro de 2019, e  Euphoria Season 2 Official Score (From the HBO Original Series), lançado pela Columbia Records em 22 de abril de 2022. A série também conta com dois álbuns que possuem uma seleção de músicas usadas nas temporadas, de diferentes artistas. O primeiro álbum de trilha sonora, Euphoria Season 1 (An HBO Original Series Soundtrack),  foi lançado em 14 de maio de 2021 pela Interscope Records e tem como singles as canções "All for Us" de Labrith e Zendaya, "Love Me Low" de Ai Bendr e "Lo Vas a Olvidar" de Billie Eilish com Rosalía. O segundo álbum de trilha sonora, Euphoria Season 2 (An HBO Original Series Soundtrack) foi lançado em 4 de maio de 2022 também pela Interscope e foi precedido por sete singles, "Watercolor Eyes" de Lana Del Rey, "How Long" de Tove Lo, "(Pick Me Up) Euphoria" de James Blake com participação de Labrinth, "Sad4Whattt" de EricDoa, "Yeh I Fuckin ' Did it" de Labrinth, "I'm Tired" de Labrinth e Zendaya e "Elliot's Song" de Dominic Fike e Zendaya.

## Recepção

### Crítica profissional
A série foi recebida com uma resposta positiva dos críticos, com muitos elogios indo para sua atuação, história, recursos visuais e abordagem de temas maduros. No site de agregação de resenhas Rotten Tomatoes, a primeira temporada tem uma pontuação positiva de 82%, com uma classificação média de 7,31/10 com base em 93 análises críticas, resultando na designação de "Certified Fresh". O resumo do consenso crítico do site afirma: "Embora às vezes difícil de assistir, Euphoria equilibra sua honestidade brutal com um olhar empático - e visualmente lindo - para criar uma série desafiadora e iluminadora única, mantida unida por uma performance poderosamente discreta de Zendaya." O Metacritic, que usa uma média ponderada, atribuiu uma pontuação de 68 de 100, com base em 26 críticos, indicando "avaliações geralmente favoráveis". Ben Travers, do IndieWire, elogiou a autenticidade do programa e como a HBO "se fundamenta na realidade absoluta". Além disso, ele elogiou a performance e narração de Zendaya, e como ela consegue cumprir o papel principal. Tim Goodman, do The Hollywood Reporter, elogiou o desempenho de Zendaya e o tratamento do assunto. Pilot Vireut do Observer elogiou o show como sendo visualmente deslumbrante, bem como a performance do conjunto, mas criticou a escrita como "trêmula, cheia de linhas desajeitadas" e recomendou que o show "mantenha seu foco estreito". A série recebeu críticas do conservador Parents Television Council depois que foi relatado que um dos episódios continha "30 pênis [piscando] na tela" e o estupro estatutário de um personagem na tela. O Parent Television Council também criticou o programa por comercializar "conteúdo adulto gráfico" voltado para os adolescentes.
O primeiro dos dois episódios especiais recebeu elogios da crítica por sua escrita, performances e mudança de tom e conteúdo da primeira temporada. No Rotten Tomatoes, o primeiro episódio tem uma pontuação de 96%, com uma classificação média de 8,44/10 com base em 23 críticas. O consenso crítico do site diz: "Euphoria diminui o ritmo sem perder a batida em um episódio especial que combina uma Zendaya crua com um Colman Domingo constante para criar magia na tela pequena." No Metacritic, o episódio tem uma pontuação média ponderada de 84 de 100, com base em 10 comentários, indicando "aclamação universal". O segundo dos dois episódios especiais também foi aclamado pela crítica, com elogios particulares ao desempenho de Schafer, bem como a abordagem de direção distinta do episódio, ressonância emocional e exploração da identidade trans. No Rotten Tomatoes, tem uma pontuação de 95%, com uma classificação média de 7,9/10 com base em 22 avaliações críticas. O consenso crítico do site diz: "Ao centrar-se na jornada de Jules, "F*ck Any Who is Not a Sea Blob" adiciona profundidade bem-vinda ao seu personagem e dá a Hunter Schafer muito espaço para brilhar." No Metacritic, o episódio tem uma pontuação média ponderada de 78 em 100, com base em 10 comentários, indicando "críticas geralmente favoráveis".
A segunda temporada recebeu críticas mistas a positivas, com críticos elogiando as performances, mas criticando o ritmo e a caracterização da temporada. No site de agregação de resenhas Rotten Tomatoes, a segunda temporada tem uma pontuação de 73%, com uma classificação média de 7,4/10 com base em 15 resenhas. No Metacritic atribuiu à temporada uma pontuação de 78 em 100 com base em 12 comentários, indicando "críticas geralmente favoráveis". Ben Travers, do Indiewire, criticou o conteúdo sexual, mas elogiou o desempenho de Zendaya afirmando que "Depois de sete dos oito episódios, a 2ª temporada é exatamente o que um drama que procura desencadear uma conversa mais teme: é pulável". Rebecca Nicholson, do The Guardian, deu à segunda temporada duas de cinco estrelas, escrevendo: "esta tão esperada segunda temporada decidiu se apoiar em seus instintos mais cruéis". Patrick Ryan, do USA Today, elogiou as performances de Zendaya, Schafer e Fike, mas escreveu que "os novos episódios são muito menos cativantes quando mudam o foco de Rue e Jules".
A série gravou cenas do ator Dominic Fike drogado de verdade. Ele mesmo confessou isso, revelando que trabalhou chapado o tempo todo, interpretando o jovem Elliot. Sem cenas com ele sóbrio, Sam Levinson se viu sem alternativas.

### Polêmicas
Alguns comentaristas e organizações criticaram o conteúdo explícito do programa, incluindo automutilação, uso excessivo de drogas e material sexual. O grupo conservador de defesa da mídia Parents Television and Media Council chamou a série de "sombria, depravada, degenerada e niilista" e pediu à HBO e à AT&T que a terminassem. A Common Sense Media, que fornece informações relacionadas à adequação da mídia para crianças, também observou os fortes temas adultos e desaconselhou a audiência de adolescentes. Uma cena envolvendo mais de 30 fotos de pênis foi criticada por críticos e simpatizantes, com a Esquire chamando-a de "inutilmente gratuita". O The Guardian escreveu que escritores e produtores deveriam encontrar maneiras novas e diferentes de chocar o público. Em 2022, Minka Kelly disse que sentiu desconforto com a quantidade de cenas de nudez no programa. Samuel Getachew escreveu em um artigo da Culture para a Vogue que as representações do trauma do programa o estetizam de uma maneira que sua "geração é particularmente vulnerável".
Levinson reconheceu as controvérsias sobre o conteúdo do programa, dizendo que alguns pais ficarão "totalmente assustados". Augustine Frizzell, que dirigiu o episódio piloto do programa, disse que o conteúdo explícito deve ajudar a promover uma conversa entre pais e adolescentes. Levinson também disse que espera que o show "abra um diálogo" devido à "desconexão entre pais e adolescentes". Zendaya emitiu um aviso antes do show e da estreia da segunda temporada sobre seu "assunto profundamente emocional". A HBO expressou objeções a algumas cenas sexualmente gráficas, mas disse que não interferiria no "processo criativo" do programa. O programa inclui avisos de discrição do espectador e um site para saúde mental e outros recursos de grupos de apoio.

### Audiência
A estreia do programa teve uma média de 577.000 espectadores em seu intervalo de tempo, um número que aumentou para um milhão após o replay linear na mesma noite e visualização preliminar na HBO Go/HBO Now. A hashtag #EuphoriaHBO foi a tendência de número um nos Estados Unidos e número três em todo o mundo no Twitter após a estreia. A estreia da segunda temporada de 'Euphoria' atraiu 2,4 milhões de espectadores em todas as plataformas da HBO, uma série alta para o drama. Também teve a estreia digital mais forte para qualquer episódio de uma série da HBO desde o lançamento da HBO Max.

#### Temporadas
| Temporada | Dia e horário (E.T.) | Emissora | Episódios | Estreia              | Estreia                   | Final                   | Final                     | Audiência nos EUA (em milhões) |
| Temporada | Dia e horário (E.T.) | Emissora | Episódios | Data                 | Espectadores (em milhões) | Data                    | Espectadores (em milhões) | Audiência nos EUA (em milhões) |
| --------- | -------------------- | -------- | --------- | -------------------- | ------------------------- | ----------------------- | ------------------------- | ------------------------------ |
| 1         | Domingo 10:00 p.m.   | HBO      | 8         | 16 de junho de 2019  | 0.577                     | 4 de agosto de 2019     | 0.530                     | 0.560                          |
| 2         | Domingo 09:00 p.m.   | HBO      | 8         | 9 de janeiro de 2022 | 0.254                     | 27 de fevereiro de 2022 | 0.625                     | 0.340                          |

#### Especiais
| Nº | Especial                           | Exibição | Exibição              | Exibição   | Exibição                       |
| Nº | Especial                           | Emissora | Data                  | Horário    | Audiência nos EUA (em milhões) |
| -- | ---------------------------------- | -------- | --------------------- | ---------- | ------------------------------ |
| 1  | "Trouble Don't Last Always"        | HBO      | 6 de dezembro de 2020 | 09:00 p.m. | 0.236                          |
| 2  | "Fuck Anyone Who's Not a Sea Blob" | HBO      | 24 de janeiro de 2021 | 09:00 p.m. | 0.109                          |

### Prêmios e Indicações
| Ano  | Prêmio                                         | Categoria                                                           | Indicado(s)                                                                                | Resultado | Ref.    |
| ---- | ---------------------------------------------- | ------------------------------------------------------------------- | ------------------------------------------------------------------------------------------ | --------- | ------- |
| 2019 | 45º People's Choice Awards                     | Estrela Favorita de Série de TV de Drama                            | Zendaya                                                                                    | Venceu    | [ 93 ]  |
| 2019 | 24º Satellite Awards                           | Melhor Atriz de Série de Televisão Dramatica                        | Zendaya                                                                                    | Venceu    | [ 9 ]   |
| 2020 | Make-Up Artists and Hair Stylists Guild Awards | Melhor Maquiagem Contemporânea - Séries de Televisão e Novas Mídias | Doniella Davy e Kristen Coleman                                                            | Indicado  | [ 94 ]  |
| 2020 | 10º Critics' Choice Television Awards          | Melhor Atriz em Série Dramática                                     | Zendaya                                                                                    | Indicado  | [ 95 ]  |
| 2020 | 70º American Cinema Editors Awards             | Melhor Série Dramática Editada Para Televisão Não Comercial         | Julio C. Perez IV                                                                          | Indicado  | [ 96 ]  |
| 2020 | Art Directors Guild Awards                     | Série de Televisão Contemporânea de Uma Hora com Uma Câmera         | Kay Lee                                                                                    | Indicado  | [ 97 ]  |
| 2020 | Guild of Music Supervisors Awards              | Melhor Supervisão Musical - Drama Televisivo                        | Adam Leber e Jen Malone                                                                    | Venceu    | [ 98 ]  |
| 2020 | 31º GLAAD Media Awards                         | Prêmio GLAAD Media: Melhor Série Dramática                          | Euphoria                                                                                   | Indicado  | [ 7 ]   |
| 2020 | British Academy Television Awards              | Melhor Programa Internacional                                       | Sam Levinson, Ravi Nandan, Kevin Turen e Drake                                             | Indicado  | [ 99 ]  |
| 2020 | 36º TCA Awards                                 | Melhor Série Notável                                                | Euphoria                                                                                   | Indicado  | [ 100 ] |
| 2020 | 72º Primetime Emmy Awards                      | Melhor Atriz Principal em uma Série Dramática                       | Zendaya (por "Made You Look")                                                              | Venceu    | [ 8 ]   |
| 2020 | 71º Primetime Creative Arts Emmy Awards        | Trajes Contemporâneos Excepcionais                                  | Heidi Bivens, Danielle Baker e Katina Danabassis (por "The Next Episode")                  | Indicado  | [ 101 ] |
| 2020 | 71º Primetime Creative Arts Emmy Awards        | Melhor Maquiagem Não-Prostética em Série Multi-Câmera ou Especial   | Doniella Davy, Kirsten Sage Coleman e Tara Lang Shah (por "And Salt the Earth Behind You") | Venceu    | [ 101 ] |
| 2020 | 71º Primetime Creative Arts Emmy Awards        | Melhor Composição Musical em Série                                  | Labrinth (por "03 Bonnie and Clyde")                                                       | Indicado  | [ 101 ] |
| 2020 | 71º Primetime Creative Arts Emmy Awards        | Melhor Música e Letra Originais                                     | "All for Us" – Labrinth (por "And Salt the Earth Behind You")                              | Venceu    | [ 101 ] |
| 2020 | 71º Primetime Creative Arts Emmy Awards        | Melhor Supervisão Musical                                           | Jen Malone e Adam Leber (por "And Salt the Earth Behind You")                              | Indicado  | [ 101 ] |